# Patthy Károly
Patthy Károly (Nemestördemic, 1855. január 15. – Budapest, 1930. július 3.) tanár, irodalomtörténész, műfordító.

## Életútja
Középiskolai tanulmányait a keszthelyi, a veszprémi és a pécsi gimnáziumban végezte el, a felsőfokúakat a budapesti és a bécsi egyetemeken (1874–1877). Két évig magántanítással foglalkozott, majd az 1879/80-as tanévben helyettesítő tanárként a Budapest IX. kerületi polgári iskolában tanított, s párhuzamosan magyar–német nyelvből és irodalomból középiskolai tanári oklevelet szerzett. 1880 szeptemberétől a Zerge (ma Horánszky) utcai Budapest VIII. kerületi községi főreáliskolában tanította helyettes, majd 1882-től rendes tanárként a magyar és német nyelvet 1909-ig. Barátság fűzte Péterfy Jenőhöz. Még mint ifjú önkéntes szabad ég alatti éjjeli táborozásban meghűlt a boszniai okkupációban (1878), súlyos gégebaja támadt, mely egész életét végigkísérte. Miután nyugalomba vonult, 1914-ig főként Rómában élt. Rendszeresen eljárt a római antikváriusok könyvaukcióira. Patthy akkora fizetéssel vonult nyugalomba, hogy az akkor még igen olcsó Olaszországban úri módon megélhetett a feléből. Másik felét könyvvásárlásra fordította. Hamar beletanult a bibliológia titkaiba és többesztendei munkával körülbelül négyezer kötetre rúgó könyvtárt gyűjtött össze, javarészt olasz, továbbá latin és görög irodalmat, az aldinák  és más híres kiadók egész sorozatait. Az értékes könyvtárat azután 1914-ben, de még jóval a háború kitörése előtt, a római magyar Történeti Intézetnek ajándékozta. Szabadidejében gyakorta túrázott, nyári szünideire Tirol és Svájc legszebb helyeit bejárta, a legmagasabb hágókra és gleccserekre is fölkapaszkodott. Az 1920-as években mellhártyagyulladás támadta meg és zalai hazájába vonult rokonaihoz. 
Lefordította norvégból Ibsen: Peer Gyntjét, amelynek kedvéért megtanult norvégul és bejárta Norvégiát, spanyolból Echegaray négy drámáját.
Álneve: Várnai Géza.

## Művei
- A nagy Galeotto, dráma három felv. Írta José Echegaray, spanyolból fordította. Budapest, 1890. (Olcsó Könyvtár 272. Először adták a Nemzeti Színházban 1890. február 28.; 2. kiadás. Budapest, 1898.).
- Bernardo Montilla, dráma három felvonásban. Irta José Echegaray, spanyol eredetiből fordította. Budapest, 1895. (Olcsó Könyvtár 343. szám.) Színre került a temesvári színházban 1895. november 8. Ismertetés Délmagyarországi Közlöny 1895, 257. szám).
- Folt, a mely tisztít. Írta Echegaray József, spanyolból fordította. Budapest, 1896. (Olcsó Könyvtár 370. 2. kiadás. Budapest, 1900.).
- Péterfy Jenő emlékezete (Budapest, 1900)
- Románcok a francia királykisasszonyról és a magyar királyfiról (Budapest, 1923)